# Maniac (Fernsehserie, 2015)
Maniac ist eine norwegische Comedy-Drama-Serie, die von TV 2 im Jahr 2015 veröffentlicht wurde. Regie führt Kjetil Indregard. Die Serie wird für Rubicon TV von Produzent Terje Strømstad, Creative Producer Ole Marius Araldsen und den Executive Producers Anne Kolbjørnsen und Pal Kruke Kristiansen produziert.

## Handlung
Maniac ist die Geschichte von Espen, einem Mann in seinen Dreißigern, der von allen geliebt wird. Jeder Tag ist eine Party, und es gibt keine Grenzen für das, was er erlebt. Wir treffen Espen in verschiedenen Situationen, in denen alles erstaunlich ist. Was auch immer passiert, Espen weiß, wie er damit umzugehen hat. Im wirklichen Leben ist er ein Patient in der Psychiatrie. Espen ist in seinen eigenen Kopf geflüchtet, sein Leben ist eine Fantasiewelt. 

## Besetzung
- Espen Petrus Andersen Lervaag: Espen
- Mats Mogeland: Lindberg
- Håkon Bast Mossige: Håkon
- Ingeborg Raustøl: Mina
- Arif Salum: Jeffrey
- Marte Germaine Christensen: Ester
- Ruben Løfgren: Isaksen
- Rudy Claes: Eva Rosenkranz
- Anette Hoff: Juni Anker-Hansen
- Kim-Daniel Sannes: Storm Anker-Hansen

## Remake
2018 veröffentlichte Netflix unter dem gleichen Titel ein Remake mit Jonah Hill und Emma Stone in den Hauptrollen, das lose auf der norwegischen Serie basiert.